# Mutterbach (Amper)
Der Mutterbach ist ein ca. 2,9 km langer Bach im Gemeindegebiet von Kottgeisering und Grafrath. Er gehört zum Flusssystem der Isar.
Der Bach entsteht in Gräben bei Kottgeisering. Er fließt zunächst ostwärts, macht einen Knick nach Norden und bildet die westliche Begrenzung des Ampermooses und des zugehörigen Naturschutzgebietes Ampermoos. Bei Grafrath mündet er von links in die Amper.
Im Bach fanden sich Bestände der seltenen Bachmuschel.